# Recipe for Hate
Recipe for Hate ist das siebte Studioalbum der Punkband Bad Religion. Es wurde 1993 veröffentlicht und war ihr letztes Album vor dem Wechsel von Epitaph Records zu Atlantic Records. Musikalisch setzt das Album die Experimente aus dem Vorgänger Generator fort und enthält Folk- und Country-Elemente in Songs wie Man With a Mission und Struck a Nerve. Struck a Nerve enthält einen Gastauftritt von Johnette Napolitano von Concrete Blonde. Außerdem wirkte Eddie Vedder von Pearl Jam bei American Jesus und Watch It Die mit.
Das Album erreichte in Deutschland Platz 34.
Inhaltlich befassen sich die – wie bei Bad Religion üblich – sozialkritischen Songs unter anderem mit Alkoholismus, Abtreibung und Obdachlosigkeit. In einer Fan-Umfrage wurde der auf dem Album enthaltene Titel American Jesus zum besten Bad-Religion-Song aller Zeiten gewählt.

## Titelliste
1. Recipe for Hate – 2:02
2. Kerosene – 2:41
3. American Jesus – 3:17
4. Portrait of Authority – 2:44
5. Man With a Mission – 3:11
6. All Good Soldiers – 3:07
7. Watch It Die – 2:34
8. Struck a Nerve – 3:47
9. My Poor Friend Me – 2:42
10. Lookin' In – 2:03
11. Don't Pray on Me – 2:42
12. Modern Day Catastrophists – 2:46
13. Skyscraper – 2:15
14. Stealth – 0:42

## Auskopplungen
Als Singles wurden die Songs American Jesus und Struck a Nerve ausgekoppelt. Zu beiden wurden Videos gedreht, die unter anderem bei MTV gesendet wurden. Keiner der Songs erreichte die Charts.

## Besonderheit
- Die Texte von Stealth wurden aus der State of the Union Address 1992 von George H. W. Bush zusammengeschnitten.